# Región de Höfuðborgarsvæðið
Höfuðborgarsvæðið ([ˈhœːvʏðˌpɔrkarˌsvaiːðɪθ]ⓘ tr. Distrito de la Capital) es una de las regiones administrativas de Islandia. Corresponde al área metropolitana de Reikiavik y seis localidades en su entorno.

## Demografía
| Gráfica de evolución de Región de Höfuðborgarsvæðið entre 1920 y 2020 |
|                                                                       |

Su densidad poblacional es por mucho la más alta de todo el país.

## División administrativa

Relación de los siete municipios con la ciudad de Reikiavik.

Höfuðborgarsvæðið es por mucho la región más pequeña de Islandia.
Al suroeste, se divide en las localidades de Hafnarfjörður, la tercera ciudad a escala nacional; Garðabær, poblado desde el siglo IX; Álftanes, situado en una península de baja elevación; y Kópavogur, la segunda ciudad de Islandia en tamaño.
En el centro, se divide en los municipios de Reikiavik, la capital, y de Seltjarnarnes, el más pequeño del país.
Al norte se encuentran Mosfellsbær, en el centro de la bahía Kollafjörður; y Kjósarhreppur, situado en el extremo septentrional de la región.
Comprende solo uno de los veintitrés condados de Islandia, el de Kjósarsýsla.

## Geografía
La ciudad de Reikiavik se ubica en la península de Seltjarnarnes, cuya extensión es de 8 km de largo por 5 km de ancho y se extiende desde la costa suroriental de la bahía de Faxaflói, en el fiordo Kollafjörður. Solo se une con tierra firme por el sur.
Su paisaje posee varias colinas pequeñas y un valle principal, el Laugardalur. En la costa norte de Seltjarnarnes hay una pequeña bahía llamada Reikiavik y en sus orillas se encuentra el centro histórico y la parte más antigua de la ciudad.
A raíz de su desarrollo a lo largo de las décadas, el centro geográfico del área metropolitana se encuentra ahora en Kópavogur, el segundo municipio en población más grande del país. Cinco de los seis núcleos urbanos del área se han desarrollado en los últimos 50 a 70 años, con excepción de Hafnarfjörður, que era un antiguo pueblo pesquero.
La mayoría de la población del área vive en la península de Seltjarnarnes o en los tres suburbios de Reikiavik. Cada uno de ellos fue planeado de manera individual, y entre estos existen grandes áreas verdes sin edificar. De sur a norte, estos suburbios son de sur a norte Breiðholt, Árbær y Grafarvogur.
Grafarholt también es un distrito residencial, pero al ser pequeño se le considera como parte de Grafarvogur.
Todos estos núcleos se ubican al sureste de Reikiavik. El paisaje del área se caracteriza por sus pequeñas penínsulas, bahías y cientos de islotes. 